# Li Duihong
Li Duihong (n. 25 ianuarie 1970, Daqing⁠(d), Republica Populară Chineză) este o trăgătoare de tir ce a reprezentat Republica Populară Chineză, medaliată olimpică. A participat la 2 ediții ale Jocurilor Olimpice (1992, 1996) în care a câștigat o medalie de aur și o medalie de argint.